# Dauendorf
Dauendorf (en alsacià Dàiedorf) és un municipi francès, situat a la regió del Gran Est, al departament del Baix Rin. L'any 1999 tenia 1.424 habitants. Està a 12 kilòmetres de Haguenau i a 35 kilòmetres d'Estrasburg. Limita amb Huttendorf, Morschwiller, Niedermodern, Schweighouse-sur-Moder i Uhlwiller.
Forma part del cantó de Haguenau, del districte de Haguenau-Wissembourg i de la Comunitat d'aglomeració de Haguenau.

## Demografia
| 1962  | 1968  | 1975  | 1982  | 1990  | 1999  |
| ----- | ----- | ----- | ----- | ----- | ----- |
| 1.120 | 1.133 | 1.220 | 1.332 | 1.372 | 1.424 |

## Administració
| Període | Identitat          | Partit | Qualitat |  |
| ------- | ------------------ | ------ | -------- |  |
| 2001-   | Jean-Claude Wagner |        |          |  |

## Personatges il·lustres
- Anton Bemetzrieder